# Barbican à collier
Lybius torquatus
Espèce
Statut de conservation UICN

 LC  : Préoccupation mineure
Le Barbican à collier (Lybius torquatus) est une espèce d'oiseaux de la famille des Lybiidae, natif d'Afrique subsaharienne.

## Répartition et sous-espèces

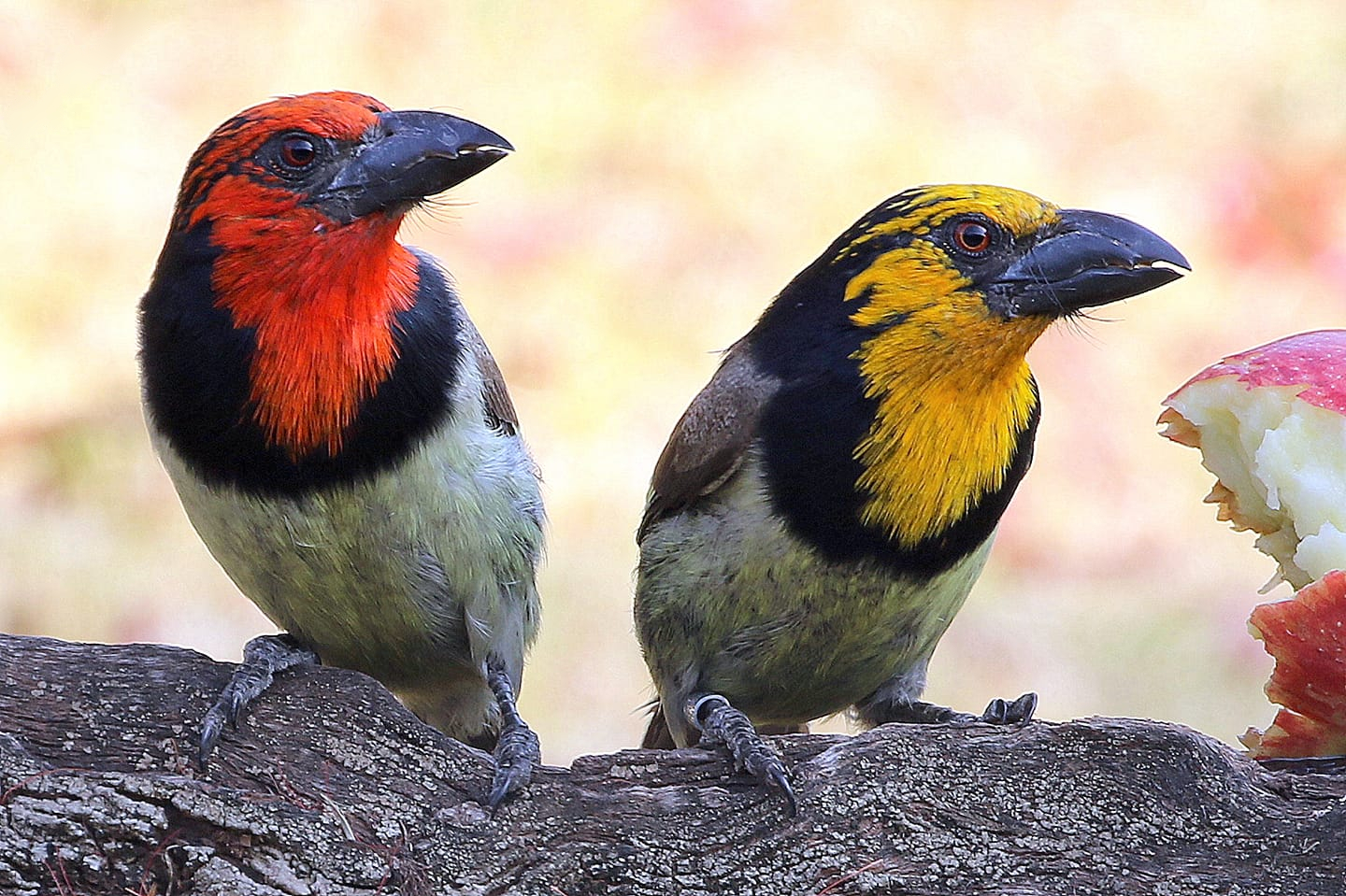
Une phase jaune en Afrique du Sud.

Selon la classification de référence du Congrès ornithologique international (15.1, 2025) il se répartit en sept sous-espèces (ordre phylogénique) :
- L. t. zombae (Shelley, 1893) — sud de la Tanzanie, Malawi et Mozambique tête noirâtre ;
- L. t. pumilio Grote, 1927 — de l'est de la RDC au nord du Malawi ;
- L. t. irroratus (Cabanis, 1878) — est du Kenya et centre de la Tanzanie ;
- L. t. congicus (Reichenow, 1898) — du sud de la RDC au nord de la Zambie et de l'Angola ;
- L. t. vivacens Clancey, 1977 — de l'est du Zimbabwe au sud du Malawi et centre du Mozambique ;
- L. t. bocagei (Sousa, 1886) — du sud de l'Angola à l'ouest du Zimbabwe ;
- L. t. torquatus (Dumont, 1816) — sud-est du Botswana et Afrique du Sud.